# Heniochus varius
Espèce
Statut de conservation UICN

 LC  : Préoccupation mineure
Heniochus varius, communément nommé poisson-cocher noir, est un poisson osseux de petite taille appartenant à la famille des Chaetodontidae natif de la partie centrale du bassin Indo-Pacifique.

## Description
Le poisson-cocher noir est un poisson de petite taille qui peut atteindre une longueur maximale de 19 cm.

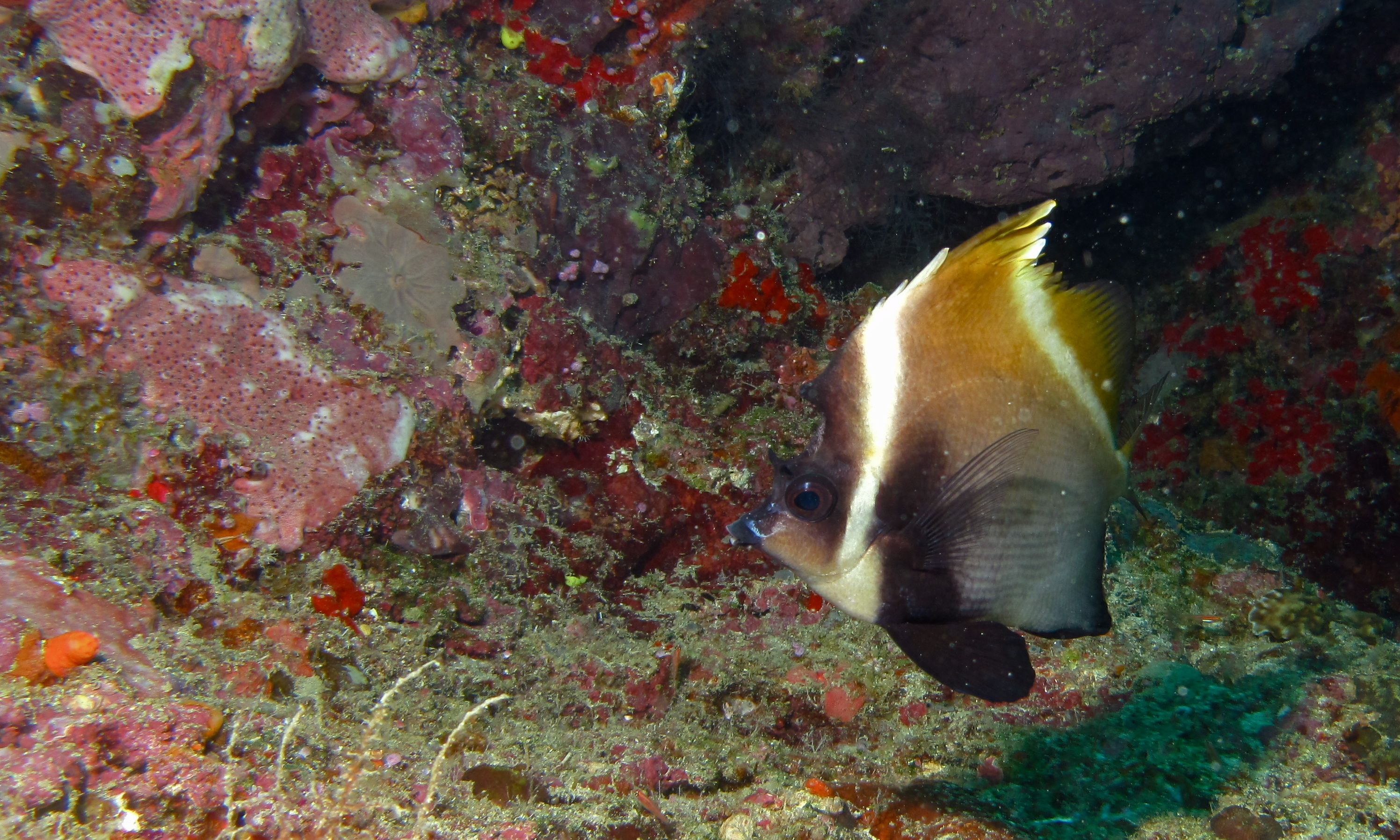
Heniochus varius (Sabah, Malaisie)

Son corps est compressé latéralement, les premiers rayons de sa nageoire dorsale s'étirent légèrement en un filament ressemblant à une plume. 
La teinte de fond du corps est chocolat à noir avec deux bandes blanches.
Les deux bandes blanches sont légèrement obliques, leur tracé est convergent mais elles ne sont pas sécantes. La première part du haut de la zone ventrale, passe entre l’œil et l'épaule de la nageoire pectorale et se termine aux premiers rayons de la nageoire dorsale. 
La tête est donc noire à chocolat et sont inclus la bouche, les yeux, la petite corne entre les yeux et l'excroissance frontale. L'espace compris entre la corne et la bosse donne l'impression que le profil de son front est concave.
La seconde bande blanche part de la base du pédoncule caudal et s'oriente vers le centre de la nageoire dorsale.
La zone comprise entre les deux lignes blanches est noire sur la partie ventrale et s'éclaircit graduellement vers une teinte chocolat à l'approche de la nageoire dorsale.
Une dernière bande chocolat clair s'étend en diagonale juste au-delà de la deuxième bande blanche. 
Les nageoires pectorales et caudale sont translucides.
Le poisson-cocher noir peut être confondu avec le très similaire poisson-cocher fantôme,  Heniochus pleurotaenia. La différence est simple : le poisson-cocher noir ne possède pas le motif en "v" inversé sur ses flancs.
Par contre, le juvénile du poisson-cocher fantôme ne possède pas encore l'insertion blanche mais se distingue par une extension des premiers rayons de la nageoire dorsale plus courte que celle du juvénile du poisson-cocher noir.

## Distribution & habitat
Le poisson-cocher noir est présent dans les eaux tropicales et subtropicales de la zone centrale du bassin Indo-Pacifique soit de l'Indonésie aux Philippines avec une présence jusqu'en Polynésie et du sud du Japon à la Nouvelle-Calédonie,.
Le poisson-cocher noir apprécie les zones riches en corail et peu profondes des lagons et pentes récifales externes soit de la surface à 30 mètres de profondeur,.

## Biologie
Le poisson-cocher noir est solitaire mais peut vivre en couple voire en petits groupes,.
Son régime alimentaire est varié et se compose tout aussi bien de polypes coralliens que de divers invertébrés benthiques.

## Statut de conservation
L'espèce ne fait face à aucune menace importante en-dehors d'une collecte occasionnelle pour l'aquariophilie dans certaines zones géographiques, le poisson-cocher fantôme est toutefois classée en "préoccupation mineure" (LC) par l'UICN.